# Собор Святого Георгия (Ано-Сирос)
Собор святого Георгия — католическая церковь, находящаяся в городе Ано-Сирос, остров Сирос, Греция. Храм является кафедральным собором епархии Сироса и Милоса.

## История
Церковь была построена на вершине холма около 1200 года. Несколько раз храм перестраивался. В 1617 году был разрушен турками. С 1652 года церковь стала кафедральным собором епархии Сироса и Милоса. В 1834 году был в последний раз перестроен и с тех пор имеет современный вид.
В церкви находятся икона святого Георгия и икона Пресвятой Богородицы «Панагиас тис Элпидас», имеющие художественную и культурную ценность. В церкви также находится портрет епископа Андреаса Каргаса, который был повешен турками.